# Товмасян Артур Едмарович

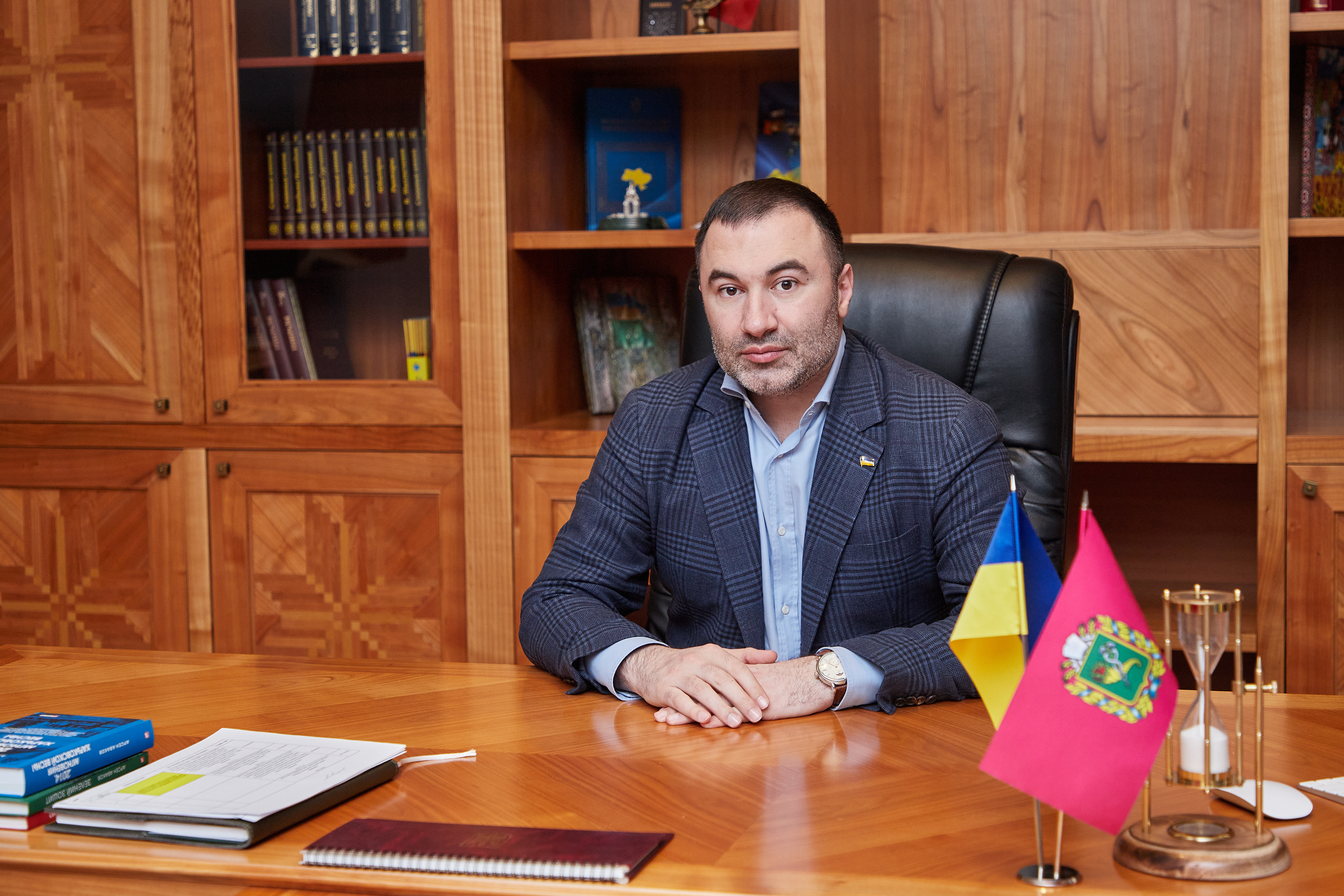

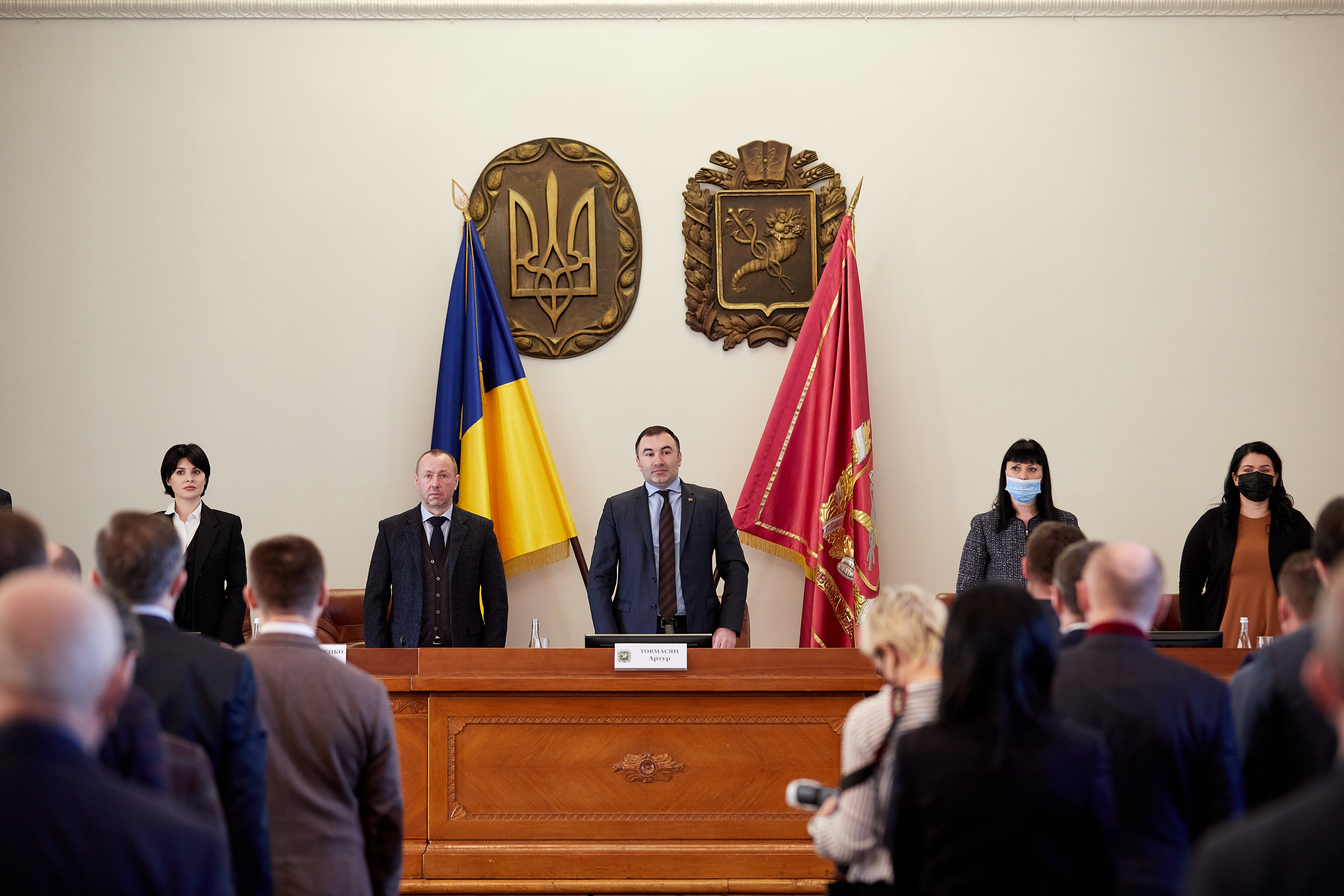

Артур Едмарович Товмасян (нар. 1 березня 1981, смт Першотравневе, тепер Мангуш Донецької області) — український державний службовець, самоврядовець і політик; голова Харківської районної державної адміністрації, голова Харківської обласної ради з 11 грудня 2020 до 19 серпня 2021 року.

## Життєпис
Закінчив Національну юридичну академію України ім. Я. Мудрого, Харківську національну академію міського господарства та Харківський інститут державного управління Національної академії державного управління при Президентові України.
2000—2002 — юрист-консультант ВАТ «Азовський» (Маріуполь, Донецька область). 
2003 – 2005 –  державний виконавець відділу Державної виконавчої служби у Приморському районі м Маріуполя 
2005—2007 — начальник Державної виконавчої служби у Жовтневому районі Маріуполя.
У вересні 2014 року був радником голови Харківської обласної державної адміністрації із забезпечення діяльності голови та заступників голови. 
2014—2017 — заступник начальника Харківського управління юстиції Головного управління юстиції в Харківській області.
У березні 2018 року — заступник начальника головного територіального управління юстиції з питань державної виконавчої служби — начальник Управління державної виконавчої служби Головного територіального управління юстиції у Запорізькій області.
2018—2019 — заступник начальника головного територіального управління юстиції з питань державної виконавчої служби — начальником Управління державної виконавчої служби Головного територіального управління юстиції в Харківській області.
З 15 квітня по 18 грудня 2020 року — голова Харківської районної державної адміністрації згідно разпорядження Президента України.
У жовтні 2020 року обраний депутатом Харківської обласної ради від партії «Слуга народу».
З 11 грудня 2020 до 19 серпня 2021 року — голова Харківської обласної ради.
У серпні 2021 року написав заяву про вихід із фракції партії «Слуга народу»
У вересні 2021 року обраний віцепрезидентом Асоціації органів місцевого самоврядування Харківської області.
У листопаді 2023 року мобілізовано до лав Збройних Сил України у звані солдат.   

## Місцеві вибори 2020року[6]
На місцевих виборах у 9-ти ОТГ Харківського району партія “Слуга Народу” здобула абсолютну перемогу в районі. Головою виборчого штабу був Артур Товмасян, тодішній голова Харківської районної державної адміністрації.
За підсумками виборів до Харківської обласної ради “Слуга Народу” набрала 22,75% голосів, випередивши “Блок Кернеса” (21,18%) та “ОПЗЖ” (18,34%). До Харківської районної ради партія отримала 25,29%, також посівши перше місце.
Також усі шість кандидатів на посади голів громад, яких Товмасян включив до партійного списку, здобули перемогу.
Сам Артур Товмасян, балотуючись у Харківську обласну раду по мажоритарній системі, зайняв друге місце серед 120 кандидатів від “Слуги Народу” по всій області, що підтвердило його високий політичний рейтинг.
Таким чином, під його керівництвом “Слуга Народу” досягла рекордних результатів у Харківському регіоні.   

## Розслідування
22 липня 2021 року в кабінеті Товмасяна та за місцем його проживання провели обшуки 
4 серпня 2021 року Товмасяну вручили підозру щодо отримання хабаря розміром 1,05 млн грн. За версію слідства, гроші вони вимагали, щоб залишити на посаді Сергія Шпаркого, керівника обласного комунального підприємства, засновником якого є Харківська обласна рада. Також слідство вважає, що гроші передавали адвокату Руслану Табанашу, який був посередником. Серед доказів слідства: покази свідків, вилучені кошти та дані з мобільного телефону.
Вищий антикорупційний суд обрав Товмасяну запобіжний захід у вигляді застави у 2,9 млн грн. 18 серпня 2021 року Артур Товмасян подав у відставку з посади голови Харківської обласної ради та попросив підтримати депутатів його рішення. Депутати Харківської обласної ради 19 серпня 2021 року підтримали рішення про звільнення Артура Товмасяна з посади.